# Perù ai Giochi della XI Olimpiade
Il Perù partecipò ai Giochi della XI Olimpiade, svoltisi a Berlino, Germania, dal 1º al 16 agosto 1936, con una delegazione di 40 atleti impegnati in otto discipline.

## Risultati

### Calcio
L'incontro tra Perù ed Austria ha portato ad un enorme scontro politico. I peruviani ribaltarono uno svantaggio di 2 gol, portarono la sfida ai supplementari e vinsero la partita 4-2, con un gol segnato all'ultimo minuto. Dopo la partita, l'Austria ha sostenuto che i giocatori peruviani li avevano malmenati e che gli spettatori, uno di loro brandendo una rivoltella, erano scesi in campo. La FIFA ha ordinato che la partita fosse rigiocata a porte chiuse, quindi l'intera squadra olimpica del Perù, composta da 40 persone, si è prontamente ritirata dai Giochi per protesta. La partita è stata data vinta all'Austria per decisione tecnica. Miguel Dasso, del Comitato Olimpico peruviano, ha detto : "Non abbiamo fiducia nell'atletica europea. Siamo venuti qui e abbiamo trovato un gruppo di commercianti".
| Atleta | Classifica |                 |
| --- | --- | --------------- |
| V · D · M Nazionale peruviana · Calcio ai Giochi Olimpici Estivi 1936 P Marchena · P Valdivieso · D Chappell · D A. Férnandez · D Lavalle · D Pardo · C Castillo · C García · C Jordán · C Landa · C Pacheco · C Portal · C Tovar · A J. Alcalde · A T. Alcalde · A Álvarez · A T. Fernández · A Ibáñez · A Magallanes · A Morales · A Paredes · A Villanueva · CT : Denegri | 5° |                 |
| Nazionale peruviana · Calcio ai Giochi Olimpici Estivi 1936 | |                 |
| P Marchena · P Valdivieso · D Chappell · D A. Férnandez · D Lavalle · D Pardo · C Castillo · C García · C Jordán · C Landa · C Pacheco · C Portal · C Tovar · A J. Alcalde · A T. Alcalde · A Álvarez · A T. Fernández · A Ibáñez · A Magallanes · A Morales · A Paredes · A Villanueva · CT: Denegri                                                                        | P Marchena · P Valdivieso · D Chappell · D A. Férnandez · D Lavalle · D Pardo · C Castillo · C García · C Jordán · C Landa · C Pacheco · C Portal · C Tovar · A J. Alcalde · A T. Alcalde · A Álvarez · A T. Fernández · A Ibáñez · A Magallanes · A Morales · A Paredes · A Villanueva · CT: Denegri | Perù (bandiera) |

### Pallacanestro
| Atleta | Classifica |
| --- | ---------- |
| V · D · M Nazionale peruviana - Pallacanestro ai Giochi della XI Olimpiade Arce · Bacigalupo · Dasso · Flecha · J.C. Godoy · M. Godoy · Jacob · Oré · Rossi · Cárdenas · Rospigliosi · Ruiz · All. Pedro Vera | 8°         |
| Nazionale peruviana - Pallacanestro ai Giochi della XI Olimpiade |            |
| Arce · Bacigalupo · Dasso · Flecha · J.C. Godoy · M. Godoy · Jacob · Oré · Rossi · Cárdenas · Rospigliosi · Ruiz · All. Pedro Vera                                                                            |            |